# Harinjärvi
Harinjärvi är en sjö i kommunen Libelits i landskapet Norra Karelen i Finland. Sjön ligger 87 meter över havet. Den är 27,14 meter djup. Arean är 90 hektar och strandlinjen är 6,19 kilometer lång. Sjön  ingår i Vuoksens huvudavrinningsområde.   Den ligger omkring 14 kilometer nordväst om Joensuu och omkring 370 kilometer nordöst om Helsingfors. 